# Opel Performance Center

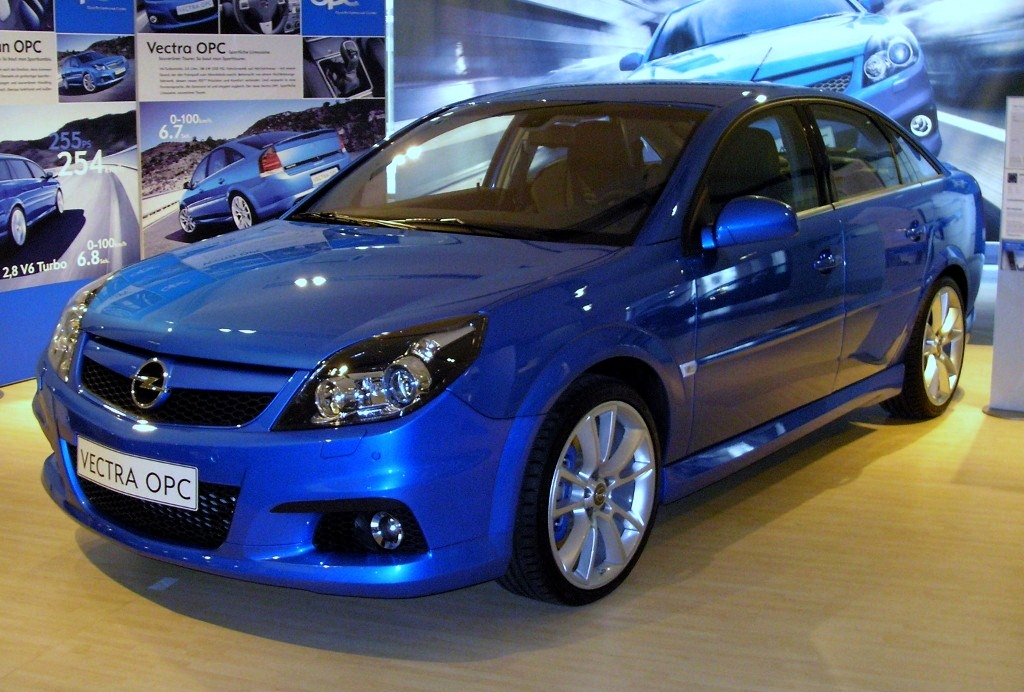
Opel Vectra OPC op een tentoonstelling in Berlijn

Het Opel Performance Center (afgekort OPC) is een onderdeel van General Motors' Duitse divisie Opel en is opgericht in 1997. Doel is om alle motorsportactiviteiten van Opel te overzien en om nieuwe sportuitvoeringen van Opelvoertuigen te ontwikkelen. De functie van de divisie is vergelijkbaar met Vauxhalls VXR-reeks en Holdens HSV-onderdeel, maar lijkt nog meer op Fords American Special Vehicle Team. Het OPC opereert als een zelfstandige Duitse GmbH en is te vinden in Rüsselsheim, de thuisbasis van Opel.

## Commerciële OPC-modellen
De consumentenwagens die door het OPC zijn ontwikkeld worden verkocht onder de merknaam Opel, als speciale versies van de standaarduitvoeringen. Ze zijn standaard gespoten in een opvallende kleur blauw, die door Opel "Arden Blue" wordt genoemd, hoewel de wagens ook in andere kleuren te krijgen zijn. Verder zijn over de wagens heen duidelijk OPC-tekens aangebracht. Veelal vervingen ze de snelle GSi-varianten van de verschillende modellen.

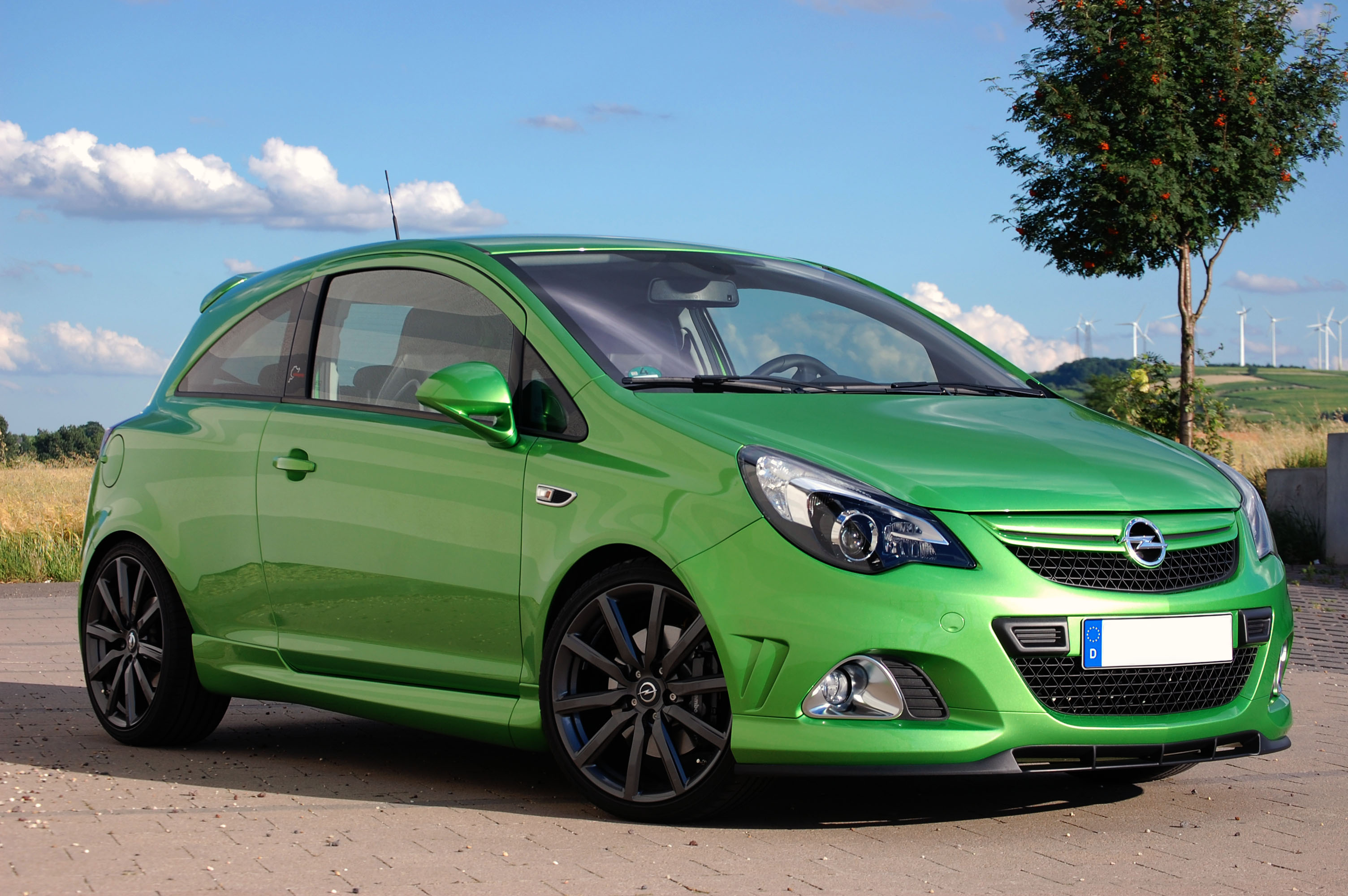
Corsa OPC Nürburgring Edition (04/2011)

Het OPC heeft de volgende speciale versies van Opel voertuigen ontwikkeld:
- 1999 Opel Astra (G) OPC - 3-deurs hatchback Astra G  (2.0 16V, 160 Pk) (uit productie)
- 2001 Opel Zafira (A) OPC - Opel Zafira A MPV  (2.0 16V Turbo, 192 Pk) (uit productie)
- 2002 Opel Astra (G) Station OPC - Opel Astra G OPC stationwagon (2.0 16V Turbo, 200 pk) (uit productie)
- 2002 Opel Astra (G) OPC Turbo - 3-deurs hatchback  (2.0 16V Turbo, 200 pk) (uit productie)
- 2005 Opel Astra (H) OPC - Astra H (2.0 16V Turbo, 240 Pk)
- 2005 Opel Zafira (B) OPC - Opel Zafira B MPV (2.0 16V Turbo, 240 Pk)
- 2005 Opel Vectra (C) OPC - Opel Vectra C GTS (2.8 24V, 255 Pk)(uit productie)
- 2005 Opel Vectra (C) Station OPC - Opel Vectra C Station (2.8 24V, 255 Pk)(uit productie)
- 2006 Opel Vectra (C) OPC - Opel Vectra C GTS (2.8 24V, 280 Pk)(uit productie)
- 2006 Opel Vectra (C) Station OPC - Opel Vectra C Station  (2.8 24V, 280 Pk)(uit productie)
- 2006 Opel Meriva (A) OPC - Opel Meriva mini MPV (1.6 16V Turbo 180 Pk) (uit productie)
- 2007 Opel Corsa (D) OPC - Opel Corsa D (1.6 16V Turbo, 192 Pk)
- 2008 Opel Astra (H) OPC Nürburgring Edition - Opel Astra H (2.0 16V Turbo, 240 Pk)
- 2009 Opel Insignia OPC - Opel Insignia (2.8 24V Turbo, 325 Pk)(uit productie)
- 2011 Opel Corsa (D2) OPC Nürburgring Edition - Opel Corsa D (1.6 16V Turbo, 210 Pk, bij 100 octaan)
- 2012 Opel Astra (J) OPC - Opel Astra J (2.0 16V Turbo, 280 Pk)
- 2013 Opel Insignia OPC - Opel Insignia (2.8 24V Turbo, 325 Pk)(facelift)
- 2014 Opel Astra (J) OPC Extreme - Opel Astra J (2.0 16V Turbo, >300 Pk), beperkte oplage

## OPC conceptauto's
Sinds de oprichting heeft het OPC een aantal conceptauto's gepresenteerd:
- 2001 Opel Astra Coupe OPC X-Treme - Gebaseerd op de DTM V8 versie van de Opel Astra Coupé.
- 2002 Opel Corsa OPC - een bijna productierijpe versie van de 3-deurs Opel Corsa C die nooit in productie is genomen.
- 2003 Opel Vectra OPC - In tegenstelling tot de commerciële Vectra OPC was dit concept gebaseerd op de Vectra GTS van voor de facelift. De wagen werd aangedreven door een opgevoerde 1.9 CDTI motor.
- 2004 Opel Astra High Performance Concept - Een studiemodel van de latere Astra (H) OPC.

## Wetenswaardigheden
- In Groot-Brittannië worden de OPC-versies verkocht onder de type-aanduiding VXR.